# Lourdes Castro

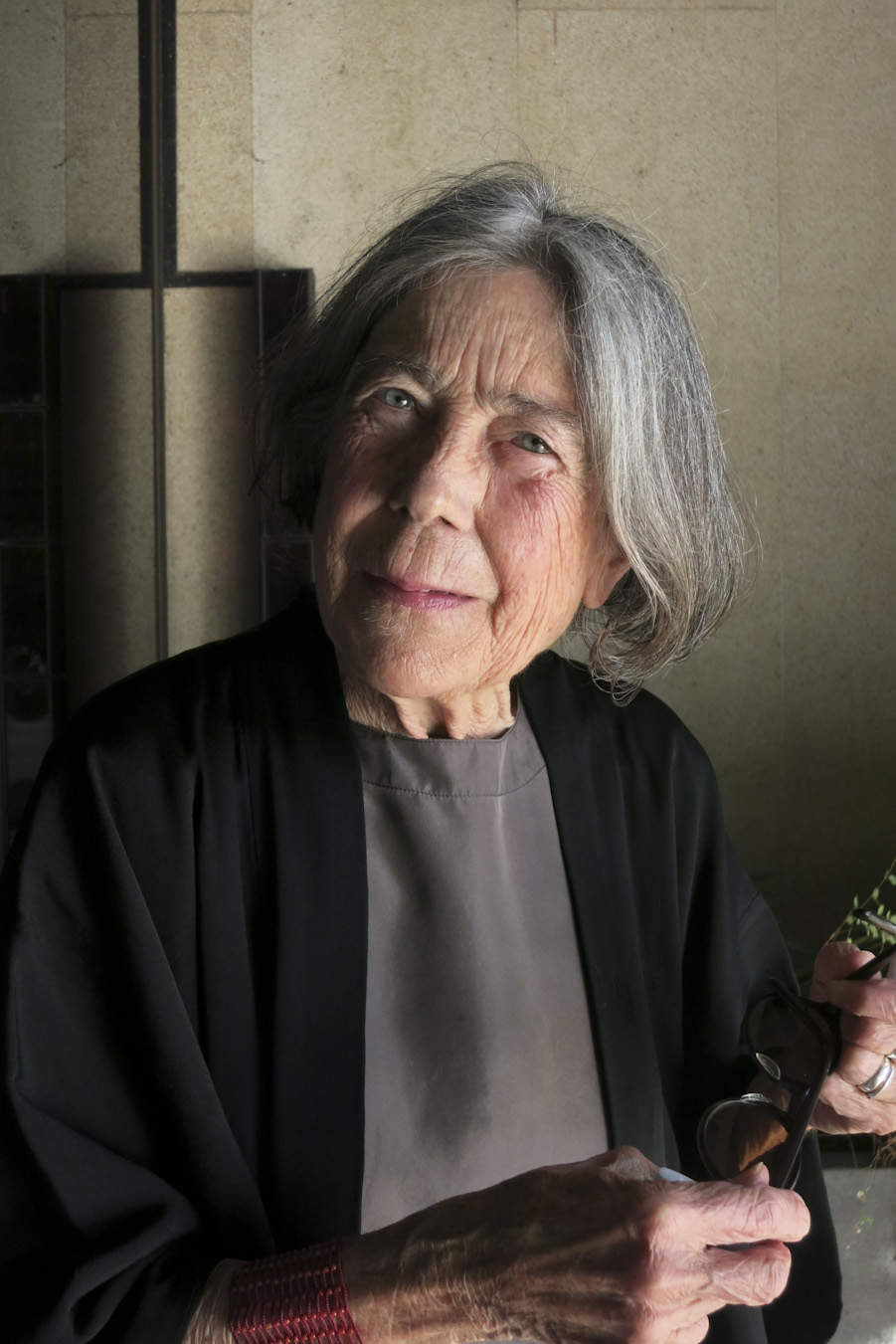
Lourdes Castro (2015)

Maria de Lourdes Bettencourt de Castro (* 9. Dezember 1930 in Funchal; † 8. Januar 2022 ebenda) war eine portugiesische Künstlerin.

## Leben
Lourdes Castro schloss 1956 ein Studium an der Escola Superior de Belas Artes de Lisboa ab. Im Jahr 1957 heiratete sie ihren Kommilitonen René Bertholo (1935–2005) und stellte mit ihm in der Galeria Diário de Notícias in Lissabon aus. Noch im gleichen Jahr verließ das Paar Portugal, lebte kurz in München und zog im folgenden Jahr nach Paris. Gemeinsam mit Bertholo gab sie zwischen 1958 und 1963 das Kunstmagazin KWY heraus. Kerngruppe um das Magazin waren Christo, der deutsche Maler Jan Voss und die Portugiesen António Costa Pinheiro, José Escada and João Vieira Gonçalo Duarte. Die Gruppe sah sich nicht als Künstlergruppe, stellte aber mehrfach gemeinsam aus: 1960 in Saarbrücken und Lissabon, 1961 in Paris und 1962 in Bologna.
Castros Arbeit war anfangs vom Fauvismus geprägt, später unter dem Einfluss von Castros Freund Árpád Szenes von der Lyrischen Abstraktion. Dabei konzentrierte sich Castro auf den Seidendruck. Anfang der 1960er Jahre wandte sich Castro dem Nouveau Réalisme zu und begann Collagen und Assemblagen zu erstellen aus realen Objekten wie Buchstaben, Aschenbechern, Knöpfen oder Flaschenverschlüssen, die sie in silbern lackierten Schachteln arrangierte. Später wandte sie sich dem Spiel von Licht und Schatten zu und produzierte Silhouetten von Menschen als Cut-Outs, Malereien und Drucke.
Nach der Trennung von Bertholo lernte Castro den Künstler Manuel Zimbro kennen, mit dem sie auch zusammenarbeitete und Schattenspiele komponierte, die in Europa und den Vereinigten Staaten aufgeführt wurden. Im Jahr 1983 kehrte Castro nach Funchal zurück. Dort lebte sie in der Quinta do Monte.

## Ausstellungen (Auswahl)

### Einzelausstellungen
- 1966: Staatliche Kunsthalle Baden-Baden
- 1972: Institut für moderne Kunst Nürnberg
- 1973: Akademie der Künste, Berlin (mit René Bertholo)
- 1976: Museo de Arte Moderno J. Soto, Ciudad Bolívar, Venezuela
- 2002: O Grande Herbário de Sombras, Fundação Calouste Gulbenkian, Lissabon
- 2003: Sombras à volta de um Centro, Fundação Serralves, Porto

### Gruppenausstellungen
- 1959: Biennale von São Paulo[1]
- 1959: Biennale von Paris[1]
- 1994/95: „Colecção Manuel de Brito-Imagens da Arte Portuguesa do Século XX“, Museu do Chiado, Museu de Arte de São Paulo und Museu de Arte Moderna do Rio de Janeiro
- 1998: Biennale von São Paulo (mit Mário Tropa)
- 1999: Museu de Arte Contemporânea, Porto
- 2000: A Indisciplina do Desenho, Museu de José Malha, Caldas da Rainha

## Ehrungen
- 2020: Medalha de Mérito Cultural, Ministerium für Kultur, Portugal[3]
- 2021: Orden des heiligen Jakob vom Schwert (Komtur)[4]